# Woodside Petroleum
Woodside Petroleum Limited é uma companhia petrolífera australiana, sediada em Perth.

## História
A companhia foi estabelecida em 1954, como  Woodside (Lakes Entrance) Oil Co NL.